# Barry-d'Islemade
Barry-d'Islemade é uma comuna francesa na região administrativa de Occitânia, no departamento de Tarn-et-Garonne. Estende-se por uma área de 11,35 km². Em 2010 a comuna tinha 948 habitantes (densidade: 83,5 hab./km²).